# Tobias Krause
Tobias Krause (* 24. März 1965 in Hamburg; † 10. Juni 2005 in Baden bei Wien) war ein deutsch-österreichischer Fernsehproduzent.

## Leben
Geboren in Hamburg als Sohn eines deutschen Vaters und einer österreichischen Mutter wuchs Tobias Krause in Baden bei Wien auf. Er begann seine berufliche Tätigkeit beim ORF, wechselte aber später zu den deutschen Privatsendern Premiere und VIVA. Seit 2004 war er Chef der Programmentwicklung des ORF.
Im ORF war er an der ersten interaktiven Fernsehproduktion auf Bildplatte – Der Barometermacher auf der Zauberinsel unter Intendant Ernst Wolfram Marboe – beteiligt. Zu den Entwicklungen und Produktionen unter seiner Mitwirkung gehören Ferienexpress, Wurlitzer, Wer A sagt, Grand Prix der Volksmusik, Der große Liebestest, Die Barbara Karlich Show, Wickie, Slime & Paiper, Taxi Orange, Sendung ohne Namen, Starmania und Expedition Österreich.
Krause wurde mehrfach ausgezeichnet. In Österreich unter anderem 2003 mit der Romy für Starmania, Taxi Orange und Die Sendung ohne Namen.
2005 kam der damalige Chef der Programmentwicklung des ORF ums Leben.